# アグナー・アーラン
アグナー・クラルプ・アーラン（丁: Agner Krarup Erlang、1878年1月1日 - 1929年2月3日）は、デンマークの数学者・統計家・技術者。通信トラヒック工学および待ち行列理論の開祖である。

## 経歴
アーランはユトランド半島のTarmに近いレンボーで生まれた。父は小学校教師であり、また母方の先祖には数学者トマス・フィンケがいた。彼は幼い頃から、本を逆さにして読むことができるなど、その潜在能力を示していた。彼は14歳のとき、入学年齢に達していなかったために特別措置を受け、コペンハーゲン大学の入学予備試験を優秀な成績で合格した。その後の2年間は父のそばで教鞭をとった。
遠縁の親族が食事と部屋の世話をしてくれることになり、彼は1896年にコペンハーゲン大学の入学試験を受け、優秀な成績で合格した。大学の奨学金も獲得した彼は主に数学を専攻したが、天文学や物理学、化学も学んだ。1901年、彼は修士号を取得して卒業し、その後7年間はいくつかの学校で教壇に立った。彼は引き続き数学を専門とし、コペンハーゲン大学に投稿したある論文で賞を得たこともあった。
当時彼はデンマーク数学会の会員となっており、そこでアマチュア数学者のヨハン・イェンセンと出会った。イェンセンは国際ベル電話会社（AT&Tの前身）の支社であったコペンハーゲン電話会社で、主任技師として働いていた。その結果、1908年にアーランは同社で職を得ることになった。腹腔手術後にコペンハーゲンで息を引き取るまでのおよそ20年間、彼は同社のために働き続けた。

## 業績
コペンハーゲン電話会社に勤務している時、アーランは「許容される電話サービスを提供するために、どれだけの回線を用意する必要があるか」を決定するという古典的問題を提示された。ところが彼の思考はさらに先を見て、「与えられた数の通話要求を扱うために、どれだけの交換手が必要になるか」を評価するためにも数学が適用可能であることを理解していた。当時のほとんどの電話交換機では人間の交換手が待機していて、端子盤上でジャック・プラグを繋ぐことにより電話交換を実現していたのである。
必要に迫られたこともあり、アーランは実務派の研究者となっていた。彼は測定の陣頭指揮を執ることもあったし、またそのためなら街のマンホールに潜り込む覚悟さえあった。
アーランは数学関数（特に対数関数）の数表に関する歴史および計算の専門家でもあった。彼はある種の数表に有効な新しい計算方法も考案している。
彼は数年にわたって、電話トラヒックに関する理論を構築した。彼の主要論文の中には以下のようなものがある。
- "The Theory of Probabilities and Telephone Conversations"（1909年、ランダムな電話トラヒックを表すためにポアソン分布を適用できることを証明した）
- "Solution of some Problems in the Theory of Probabilities of Significance in Automatic Telephone Exchanges"（1917年、彼が導いた初期の損失式および待ち時間の公式が示されている）

上記を含む多くの特筆すべき論文は、英語、フランス語およびドイツ語に翻訳された。彼の論文は非常に手短に書かれているため、時としてこの分野に関する前提知識がないと理解が困難なことがある。ベル電話会社のある研究者は、アーランの論文を研究するためにデンマーク語を学んだとさえ言われている。
英国郵電公社（BTの前身）は、回線容量を見積るための基礎として彼の公式を採択した。彼は英国電気技術学会の会友であった。
アーラン分布、通信の単位アーラン、工業用プログラミング言語Erlangは、彼の業績にちなんで名づけられたものである。